# Biville-la-Baignarde
Biville-la-Baignarde ist eine französische Gemeinde mit 658 Einwohnern (Stand 1. Januar 2022) im Département Seine-Maritime in der Region Normandie (vor 2016 Haute-Normandie). Sie gehört zum Arrondissement Dieppe und zum Kanton Luneray (bis 2015 Kanton Tôtes). Die Einwohner werden Bivillais genannt.

## Geographie
Biville-la-Baignarde liegt etwa 26 Kilometer südlich von Dieppe im Pays de Caux.

## Bevölkerungsentwicklung
| Jahr      | 1962 | 1968 | 1975 | 1982 | 1990 | 1999 | 2007 | 2014 |
| Einwohner | 579  | 542  | 560  | 568  | 548  | 514  | 572  | 651  |

## Sehenswürdigkeiten
- Kirche Saint-Paër aus dem 16. Jahrhundert
- Kapelle Saint-Leonard aus dem 18. Jahrhundert
- Statue der Marianne aus dem Jahre 1789